# 172996 Stooke
172996 Stooke este un asteroid din centura principală de asteroizi.

## Descriere
172996 Stooke este un asteroid din centura principală de asteroizi. A fost descoperit pe 25 mai 2006 la Mauna Kea de Paul Wiegert. Asteroidul prezintă o orbită caracterizată de o semiaxă mare de 2,66 ua, o excentricitate de 0,09 și o înclinație de 3,9° în raport cu ecliptica.